# Institut Tata de Recerca Fonamental
L'Institut Tata de Recerca Fonamental, també conegut per les sigles TIFR (en anglès: Tata Institute of Fundamental Research, en hindi: टाटा मूलभूत अनुसंधान संस्थान), és una institució pública de recerca ubicada a Bombai (Índia), que es dedica a la investigació bàsica en matemàtiques i ciències. Funciona sota el paraigua del Departament d'Energia Atòmica del govern de l'Índia, té la consideració d'institució universitària i gaudeix de l'estatus acadèmic i els privilegis d'una universitat. El TIFR fa recerca principalment en ciències naturals, matemàtiques, ciències biològiques i informàtica teòrica i es considera que és un dels centres de recerca més importants de l'Índia.

## Història
El 1944, Homi Jehangir Bhabha, conegut pel seu paper en el desenvolupament del programa d'energia atòmica de l'Índia, va sol·licitar al Sir Dorabji Tata Trust ajuda financera per crear un institut de recerca científica.
El juny de 1945, amb el suport de J.R.D. Tata, llavors president del grup Tata, va ser fundat el TIFR i Homi J. Bhabha va ser nomenat el seu primer director. L'institut va funcionar inicialment dins del campus de l'Institut Indi de Ciències a Bangalore, abans de traslladar-se, el mateix any 1945, a Bombai.
El 1949, poc després de la independència de l'Índia, el Consell d'Investigacions Científiques i Industrials (CSIR) va designar el TIFR com a centre de tots els projectes a gran escala en recerca nuclear. El primer grup de física teòrica va ser creat pels estudiants de Bhabha B.M. Udgaonkar i K.S. Singhvi.
El desembre de 1950, Bhabha va organitzar una conferència internacional al TIFR sobre física de partícules elementals. Diversos científics de renom mundial van assistir a la conferència, entre ells Rudolf Peierls, Léon Rosenfeld, William Fowler, així com els indis Meghnad Saha i Vikram Sarabhai entre d'altres. A la dècada de 1950, el TIFR va guanyar protagonisme en el camp de la física de raigs còsmics, amb la creació d'instal·lacions de recerca a Ooty i a les mines d'or de Kolar.
El 1957, el primer ordinador digital de l'Índia, TIFRAC, es va crear al TIFR. Seguint els suggeriments del fisiòleg britànic Archibald Hill, Bhabha va convidar Obaid Siddiqi a establir un grup de recerca en biologia molecular. Això va originar, vint anys després, el Centre Nacional de Ciències Biològiques (NCBS) a Bangalore.
El gener de 1962, el primer ministre Jawaharlal Nehru va inaugurar el nou campus del TIFR a Colaba (Bombai).
El 1970, el TIFR va iniciar la investigació en radioastronomia amb la creació del Radio Telescopi Ooty (ORT). Animat per l'èxit d'ORT, Govind Swarup va convèncer J. R. D. Tata perquè ajudés a configurar el Giant Metrewave Radio Telescope (GMRT) a prop de Pune, Índia.
El juny de 2002, el TIFR va obtenir l'estatus d'institució universitària.
Per a satisfer la creixent demanda d'espai per als laboratoris de recerca i les necessitats d'allotjament, el TFIR disposa, a part de Bombai, de centres a Pune, Bangalore i Hyderabad.

## Recerca
La recerca al TIFR es distribueix en tres escoles: l'Escola de Matemàtiques, l'Escola de Tecnologia i Informàtica i l'Escola de Ciències Naturals.
Entre les brillants aportacions de l'Escola de Matemàtiques del TIFR cal destacar la prova de Raghavan Narasimhan de l'encaix de les superfícies de Riemann, el treball de CS Seshadri en mòduls projectius sobre anells de polinomis i els resultats de MS Narasimhan en la teoria dels operadors pseudodiferencials. Narasimhan i Seshadri van escriure un document fonamental sobre fibrats vectorials estables, un treball que ha estat reconegut com un dels articles més influents ala respecte. M. S. Raghunathan va iniciar la investigació a TIFR sobre grups algebraics i grups discrets, i va ser reconegut pel seu treball sobre rigidesa.
L'Escola de Tecnologia i Informàtica va treballar inicialment en la creació d'ordinadors digitals. Actualment, les seves activitats cobreixen àrees com algoritmes, teoria de la complexitat, mètode formal, probabilitat aplicada, finances matemàtiques, teoria de la informació, comunicacions, etc.
L'Escola de Ciències Naturals està dividida en set departaments que treballen en diverses àrees de física, química i biologia.
- Departament de Ciències Biològiques
- Departament de Ciències Químiques
- Departament d'Astronomia i Astrofísica
- Departament de Física i Ciència de Materials
- Departament de Física d'Alta Energia
- Departament de Física Nuclear i Atòmica
- Departament de Física Teòrica

El departament de física teòrica va ser creat per Bhabha, que va realitzar investigacions en física d'alta energia i física de matèria condensada. El departament va treballar en els principals avenços en aquest període com ara les teories del calibre, la teoria de cordes, la renormalització i la superconductivitat.
El departament d'astrofísica treballa en àrees com estrelles binàries, ones gravitacionals i cosmologia. El TIFR participa en la construcció del primer detector d'ones de gravetat de l'Índia.
El Departament de Física d'Alta Energia ha participat en importants projectes d'acceleradors com el KEKB, el Tevatro, el LEP i el Gran Col·lisionador d'Hadrons. El TIFR també gestiona l'accelerador de partícules Pelletron. La motivació de Bhabha va derivar en el desenvolupament d'un espectroscopi de ressonància magnètica nuclear per a estudis d'estat sòlid. El departament de física i matèries condensades també desenvolupa investigacions experimentals en superconductivitat d'alta temperatura, nanoelectrònica i nanofotònica.

## Instal·lacions de recerca
El TIFR compta amb un accelerador lineal de partícules i un Pelletron capaç d'accelerar les partícules fins a moderar les energies per l'estudi de les interaccions atòmiques d'ions pesants i una unitat de ressonància magnètica nuclear per estudiar molècules complexes allotjades al campus i altres instal·lacions.
Un Giant Meterwave Radio Telescope, el més gran del món, funciona a Khodad, a prop de Narayangaon, al nord de Pune, i un ampli radiotelescopi cilíndric muntat equatorialment i un laboratori de raigs còsmics d'alta energia funcionen a Udhagamandalam a Tamil Nadu.
Els laboratoris de raigs còsmics d'alta energia i gamma funcionen des de Pachamarhi, a Madhya Pradesh. El TIFR gestiona una instal·lació de globus nacionals a Hyderabad, que és una de les millors del món i té l'avantatge geogràfic de trobar-se a prop de l'equador geomagnètic. A Gauribidanur, els científics del TIFR han creat un equilibri extremadament sensible per estudiar la diferència entre la massa gravitacional i la massa inercial.
A més dels laboratoris de recerca, les instal·lacions del TIFR inclouen:
- Una biblioteca amb més de cent mil llibres i revistes a la seva col·lecció. La biblioteca està totalment informatitzada i ofereix instal·lacions per a lectura de microfilm, microfix, àudio-vídeo i disc compacte.
- Una instal·lació central d'informàtica juntament amb ordinadors personals i estacions de treball assignades individualment per a la computació, control i seguiment d'experiments i anàlisi de dades.
- Una xarxa connectada a la graella mundial mitjançant xarxes de comunicació d'alta velocitat.
- Una instal·lació d'heli líquid per a estudis experimentals a temperatura molt baixa.
- Un gran taller i secció de bufat de vidre per fabricar instruments d'alta precisió.

El treball pioner realitzat a l'Institut en diverses àrees ha donat com a resultat la creació de noves organitzacions nacionals com la Society for Applied Engineering and Electronics Research (SAMEER) i el National Center for Software Technology (NCST).
Diversos projectes tecnològics desenvolupats pel TIFR han estat transferits a la indústria i a altres departaments del govern de l'Índia.